# 근대화 이론
근대화 이론(近代化理論, modernization theory)은 근대성의 개념을 바탕으로 발전을 설명하는 정치경제 이론이다. 막스 베버에 따르면 근대란 합리적이고 이성적이며 과학적이라는 점에서 전근대 사회와 대비되는데, 이 같은 전통사회와 근대사회의 이분법적 구분 및 전통사회에서 근대사회로의 이행 과정인 근대화가 근대화 이론의 초점이 된다. 근대화 이론은 전근대사회가 근대사회로 도약할 수 있는 조건들을 연구함으로써, 제3세계 저개발국의 발전방안을 연구하고자 한다. 로스토의 경제 개발 5단계론은 근대화 이론의 대표적인 사례로서, 전통사회가 대중 소비사회로 변화하는 일련의 과정이 있으며 모든 국가가 보편적으로 이러한 발전과정에 따라 성장할 수 있을 것이라 주장한다.
한편 근대화 이론은 서구의 역사적 경험을 근대화라는 보편적 발전 모델로 일반화하여, 모든 국가가 이러한 선형적 발전 과정을 따를 것이라 전제한다는 점에서 서구중심적 이론이라는 비판을 받는다. 또한 사회진화론에 입각하여 사회가 단선적으로 진보한다는 개념에 기초하고 있다는 점과, 전통사회와 근대사회의 이분법으로 사회를 지나치게 단순화한다는 점 역시 지적된다. 종속 이론이나 세계체제론을 비롯한 구조주의 이론에서는 국제사회의 비대칭적 구조 때문에 후발국가들은 선진국들의 성장 로드맵을 따를 수 없음을 지적한다.
근대화 이론은 사회 진보로서 개발의 개념을 제시하며 1950년대와 1960년대 사회과학의 지배적인 패러다임이었으나 이후 비판의 대상이 되며, 1990년대 이후 UN의 새천년 개발 목표(MDGs) 등을 통하여 재조명된다.

## 같이 보기
- 근대화
- 종속 이론
- 남북 문제